# Francesc Marco i Palau
Francesc Marco Palau (Tarragona, 1989) és un escriptor i historiador català. Doctor en Història per la Universitat Autònoma de Barcelona amb el mestratge del professor Joan B. Culla.
És columnista de premsa i opinador en diversos mitjans de comunicació. Ha publicat diversos llibres al voltant de les tipologies culturals del catalanisme, biografies polítiques i nombrosos estudis sobre la figura del seu besoncle, el pintor Maties Palau Ferré.
És secretari de la Junta Executiva de la Plataforma per la Llengua i director de la revista La Corbella. També és patró de la Fundació Vincle (per l'Euroregió Mediterrània) i de la Fundació Antigues Caixes Catalanes, a més de secretari de la Fundació Congrés de Cultura Catalana.
El 2021 fou nomenat comissari de l'Any Palau Ferré, commemoració oficial de la Generalitat de Catalunya que homenatja el centenari del naixement del pintor cubista. El 2024 va ser nomenat co-comissari de l'Any Revista de Catalunya.

## Obres
- Francesc Dalmau. De Normandia a Palamós (2015)
- Promoure la llengua, cohesionar Barcelona: 25 anys del Centre de Normalització Lingüística de Barcelona (2014)
- Plataforma per la Llengua. 20 anys defensant el català (Editorial Base, 2014)[11]
- Josep Rahola i d'Espona. Una veu catalanista d'esquerres al Senat (2014) Un projecte que va rebre la Beca d'estudi President Irla 2013.[12]
- Palau Ferré retourne à Paris. Un voyage par les avant-gardes, en coautoria amb Rosa de les Neus
- La generació de la independència (Gregal, 2017)[1]
- El pintor que cremava els seus quadres (Gregal, 2019)[13]